# Burkhard Jüttner
Burkhard Jüttner (* 1952 in Delmenhorst) ist ein deutscher Fotograf und Bildjournalist.

## Biografie
Jüttner fotografierte zunächst freiberuflich für die Lokalpresse. 1971 begann er ein Studium der Photographie an den Kölner Werkschulen. 1974 war er als Assistent von Leo Fritz Gruber tätig, dem Leiter des kulturellen Teils der photokina. 1976 absolvierte er das Examen bei Arno Jansen. Bereits seit 1967 beteiligte Jüttner sich erfolgreich an Wettbewerben, unter anderem erhielten 1971, 1972 und 1973 zahlreiche seiner Bilder Auszeichnungen beim Deutschen Jugendfotopreis. Gleich zu Beginn des Studiums war er mehrfach nach Paris gereist, mit den dort fotografierten „Pariser Skizzen“ konnte er rasch erste Erfolge erzielen. Weitere Studienreisen führten ihn nach Japan, Spanien und Nordamerika. 1975 erhielt er die Einladung, in den Goethe-Instituten in Tunis, Casablanca und Rabat auszustellen und begleitend Fotografie-Seminare zu leiten. Ab 1976 arbeitete er an seiner vielbeachteten Serie „Circus-Porträts“.
Portfolios von Jüttners Arbeiten erschienen in „Arte Fotografico“ (1974), „foto magazin“ (1975), „noveau photocinéma“ (1976), „ZOOM“ (1977, 1978, 1980), in der niederländischen „Foto“ (1978), der „Photo-Revue“ (1978) und in „Leica Fotografie“ (1979). Er erzielte Ausstellungserfolge im In- und Ausland.
1978 wurde er zum Meisterschüler der Fachhochschule Köln, Kunst und Design, ernannt. Noch im selben Jahr erhielt er dort einen Lehrauftrag für Photographie, den er bis 1981 innehatte. 1978 wurde Jüttner in die Deutsche Gesellschaft für Photographie (DGPh) berufen und begann seine Tätigkeit als Bildjournalist.
1981 gehörte er der internationalen Prüfungskommission der Kunstschule ESAG in Paris an. Er lebte zeitweilig in Bonn und eröffnete 1980 die Werkstattgalerie für zeitgenössische Photographie in Bad Godesberg, die er bis zur Gründung seiner Firma Jüttner Photoproduction 1983 betrieb. Ab 1984 wandte sich Jüttner parallel zur gewerblichen Arbeit wieder verstärkt der künstlerischen Fotografie zu, mit den Bildserien „Reisen“ (1984–1986), „Plakate“ (1984–1992), „Küstenlandschaften“ (1987–1989) und „A Sense of Place“ (1989) schuf er seine bedeutendsten Arbeiten.
1995 gründete er die Bildagentur vintage – Bildbank der Autoren als rein digital vertreibende Bildagentur. Ab Mitte der 2000er Jahre konzentrierte er sich auf die Vermarktung seiner eigenen Reisefotografie, bevor er sich 2006 aus der gewerblichen Tätigkeit zurückzog. Weiterhin erarbeitete er jedoch konzeptionelle Bildserien wie „Assoziationen“ (2001–2008), „Like a Rock“ (2010) oder „Accidentally on Purpose“ (2010–2016), und immer wieder zog es ihn nach Paris, wo die Serien „Verlassene Gräber“ (2009–2012) und „Pariser Skizzen II“ (2014–2015) entstanden. 1999 wurde er in den Bund Freischaffender Foto-Designer (BFF) berufen.
2006 zog sich Jüttner aus dem Berufsleben zurück. Seit 2021 lebt er in Papenburg.

## Werk
Burkhard Jüttner gehört zu den wichtigen Vertretern der deutschen Autorenfotografie der 1970er und 1980er Jahre. Mit seiner häufig als „Magischer Realismus“ rezipierten Fotografie tritt dem Betrachter eine perfekt gestylte Bildwelt von großer Eleganz und mit oft bizarren Zügen entgegen, doch gefällige Schönheit ist Jüttners Sache nicht. Sein Interesse beschränkt sich nicht auf eine ungewöhnliche Sicht der Dinge, auf den glatten, widerstandslos präsentierten Abglanz der Realität, auf fotografisches Design. Seine formal reduzierten, unterkühlten, geradezu minimalistischen Fotografien dieser Zeit zeigen Situationen, die befremden. Es sind optisch wahre Abbildungen der Wirklichkeit, die gleichzeitig aber durch von unseren Seherwartungen abweichende Bildgefüge irritieren. Den strengen Gesetzen des Dokumentarischen folgen Jüttners Fotografien nur auf den ersten Blick. Auf den zweiten sind sie vor allem Produkte seiner Vorstellung: Er betrachtet nicht die Wirklichkeit aus subjektiver Sicht, sondern betreibt eine dokumentarische Fotografie seiner subjektiven Visionen. Dabei ist sein Interesse kein sachliches oder objektgebundenes, sondern ein primär ästhetisches und wahrnehmungsbezogenes. Jüttner ist, so Klaus Honnef, ein überaus scharfer Beobachter, der das Beobachten thematisiert, und sich dabei sozusagen selbst beobachtet.
Bereits seit seinen ersten Bildern folgt Burkhard Jüttner der Entwicklungslinie des Visualismus, den er zu einem eigenen konzeptionellen Ansatz weiterentwickelt hat. In seinen Serien seit den 1970er Jahren geht es immer mehr um die Sichtbarmachung der visuellen Welt durch Verletzung oder Verfremdung von Bedeutungsrealität, um immanenten Widerspruch. Jüttners Fotografien zeigen getreue Abbildungen von Tatsachen, deren Bedeutung sie jedoch immer aufs Neue infrage stellen. In vorgefundenen Situationen genau dieses Potential zu erkennen, zu sehen, was diesem Konzept entspricht, einer Situation eine Reaktion folgen zu lassen und geradezu geplante Momente herbeizuführen, das zeichnet Jüttners Fähigkeiten in besonderer Weise aus.
Seine Fotografien, deren visuelle Umsetzung durch sorgfältige Konstruktion des Bildes und präzise Regie begeistert, dürfen gewissermaßen als Portraits von Situationen betrachtet werden, von Situationen mit doppeltem Boden, als Kontravisionen, die Fragen aufwerfen, nicht Antworten geben.

## Bestand in der Deutschen Fotothek
In den 2010er Jahren widmete Jüttner sich vor allem der Aufarbeitung seines Archivs. Der ab 2018 von der Deutschen Fotothek erworbene Bestand gibt sein gesamtes künstlerisches Werk wieder. Neben dem vollständigen Ausstellungswerk 1971–2017, 284 Prints auf Hahnemühle Fine Art Baryta, umfasst das Jüttner-Archiv unter anderem rund 120 kaschierte Silbergelatine-Abzüge der 1970er Jahre, einen von drei kompletten Sätzen bestehend aus 70 Silbergelatine-Abzügen aus den 1970er und 1980er Jahren sowie alle zugehörigen Negative, außerdem Lebensdokumente, berufliche Korrespondenz, eine Pressedokumentation und alle Publikationen des Fotografen. Darüber hinaus im Vorlass enthalten sind rund 6.000 zwischen 2001 und 2015 digital produzierte gewerbliche Reisefotografien mit Schwerpunkt Frankreich.

## Ausstellungen

### Einzelausstellungen
- 1975 Moments. Goethe-Institut, Centre Culturel Allemand, Tunis, 18. bis 25. November 1975
- 1975 Moments. Goethe-Institut, Centre Culturel Allemand, Casablanca, Dezember 1975
- 1975 Moments. Goethe-Institut, Centre Culturel Allemand, Rabat, Dezember 1975
- 1977 „Begegnungen“, Deutsche Parlamentarische Gesellschaft, Bonn
- 1977 Creative Camera Gallery, London
- 1978 Begegnungen, Städtische Galerie Delmenhorst, Haus Coburg, Januar/Februar 1978
- 1978 „La fete“ Rencontres internationales de la photographie, Arles (offizieller deutscher Beitrag)
- 1978 Gesichter. Rathaus Bonn, 1978
- 1984 Gesichter. Bonner Sommer international – Photographien von Burkhard Jüttner, Altes Rathaus, Bonn, Juni 1984[?]
- 1989 „Standpunkte“, Leica Galerie Wetzlar
- 1990 Standpunkte. Galerie der Ausbildungsstätte des Auswärtigen Amtes, Bonn, 03. Mai – 07. Juni 1990
- 1992 „Photographien 1972 – 1992“ Landesvertretung Saarland, Bonn

### Ausstellungsbeteiligungen (Auswahl)
- 1974 „Unterschiede“ Galerie der Deutschen Gesellschaft für Photographie, Köln
- 1975 „Photogalerien in Europa“ Galerie spectrum, Hannover
- 1976 „Stationen“ Galerie der Landeslichtbildstelle Hamburg
- 1976 „Künstler aus Nordrhein-Westfalen erleben Frankreich“, 2. Preisträger, Institut français, Köln
- 1977 „Photographies de la Bibliothèque Nationale, Paris“, Centre Georges Pompidou, Paris
- 1979 „Portraits“ Bibliothèque Nationale, Paris
- 1990 „Spectacle et Mythes“, Collection Musée Ludwig, Goethe-Institut, Centre Culturel Allemand, Paris
- 1992 „Deutsche sehen Deutsche“, Historisches Museum, Frankfurt am Main
- 1995 „Photographie gegen den Krieg“, Lichtbild – Galerie, Worpswede
- 1996 „Die verlassenen Schuhe“, Bonn, Rheinisches Landesmuseum
- 1997 „Der fixierte Blick“, Leverkusen, Bayer AG, Auswahl der Sammlung Rheinisches Landesmuseum, Bonn
- 1998 „Signaturen des Sichtbaren. Ein Jahrhundert der Photographie in Deutschland.“ Galerie am Fischmarkt, Erfurt
- 2000 „Zeitgenössische Positionen der Architekturphotographie“. Museum Ludwig, Köln
- 2001 „Acht Fotografen-innen und ihr Lehrer“ infocus – Galerie am Dom – Burkhard Arnold, Köln
- 2003–2004 „Von Körpern und anderen Dingen – Deutsche Photographie im 20. Jahrhundert.“ Kuratoren: Klaus Honnef, Gabriele Honnef.